# Velika koalicija
Velika koalicija je naziv koji se u državama s parlamentarnim sustavom vladavine rabi za koalicije sačinjene od predstavnike dvije ili više najjačih političkih stranaka koje su ideološki suprotstavljene i/ili predstavljaju dosadašnje izborne suparnike.
Takve koalicije najčešće se stvaraju u izvanrednim okolnostima kao što su rat ili teška gospodarska kriza, kada je potrebno ostvariti nacionalno jedinstvo ili postići konsenzus o nekim teškim i nepopularnim mjerama. Klasičan primjer predstavlja Ujedinjeno Kraljevstvo, koje je imalovlade velike koalicije za vrijeme Prvog svjetskog rata, Velike ekonomske krize i Drugog svjetskog rata. 
Velike koalicije se ponekad stvaraju i iz pragmatičnih razloga, odnosno u situacijama kada je rezultat parlamentarnih izbora takav da nijedna od dvije vodeće stranke ne može sastaviti sigurnu parlamentarnu većinu. Stvaranje velike koalicije se u takvim situacijama smatra pogodnijim rješenjem od raspisivanja novih izbora, odnosno formiranja nestabilne i nelegitimne manjinske vlade.
Takve velike koalicije su postale prilično česte u Europi nakon Drugog svjetskog rata, odnosno nakon završetka Hladnog rata i okretanja mnogih socijalističkih i socijaldemokratskih stranaka prema centru, čime su se počele brisati ideološke razlike između i njih i demokršćanskih stranaka koje su im bile glavni suparnici. Primjeri su Njemačka i Italija.